# Tân Tân, Phủ Thuận
Huyện tự trị dân tộc Mãn Tân Tân (tiếng Trung: 新宾满族自治县, Hán Việt: Tân Tân Mãn tộc Tự trị huyện) Là một huyện tự trị của địa cấp thị Phủ Thuận, tỉnh Liêu Ninh, Cộng hòa Nhân dân Trung Hoa. Huyện tự trị này có diện tích 4287 km2, dân số 310.000 người. Mã số bưu chính của Tân Tân là 113200, huyện lỵ đóng ở trấn Tân Tân. Thôn Lão Thành thuộc trấn Vĩnh Lăng của huyện này nguyên là thành Hách Đồ A La, là nơi sinh của Nỗ Nhĩ Cáp Xích. Huyện tự trị Tân Tân được chia ra thành 10 trấn và 10 hương.
- Trấn: Tân Tân, Hạ Doanh, Đại Tứ Bình, Thượng Giáp Hà, Mộc Ký, Bình Đỉnh Sơn, Vĩnh Lăng, Vi Tử Dục, Nam Tạp Mộc và trấn dân tộc Triều Tiên Vượng Thanh Môn.
- Hương: Hạ Giáp Hà, Bắc Tây Bình, Hồng Thăng, Hồng Miếu Tử, Thanh Đồ, Thành Giao, Hướng Thủy Hà Tử, Hạ Viên, Du Thụ, Khánh Hòa.